# Inna Weit

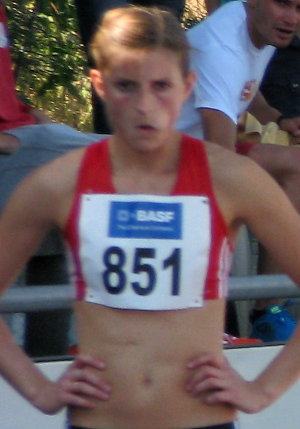
Inna Weit im Jahr 2012

Inna Weit (* 5. August 1988 in Pawlodar, Kasachische SSR, Sowjetunion) ist eine ehemalige deutsche Leichtathletin, die sich auf die Sprintstrecken spezialisiert hatte.

## Berufsweg
Weit absolvierte eine Ausbildung zur Physiotherapeutin und arbeitet in einer Physiotherapiepraxis in Paderborn.

## Sportliche Karriere
Im Alter von sechs Jahren kam Weit mit ihrer Familie nach Deutschland. Durch die Bundesjugendspiele kam sie zur Leichtathletik.
Mit einer Bestzeit von 24,08 s ging die 200-Meter-Sprinterin ins Olympiajahr 2012. Beim DLV-Olympia-Qualifikationswettkampf in Mannheim erreichte sie mit 23,08 s eine neue persönliche 200-Meter-Bestzeit und unterbot damit die Norm für die Europameisterschaften 2012 in Helsinki. Bei den Deutschen Meisterschaften 2012 in Bochum-Wattenscheid wurde sie mit 23,52 s Titelträgerin über 200 Meter. Bei den Europameisterschaften erreichte sie das Halbfinale. 2013 errang sie in Ulm in 23,16 s erneut den deutschen Meistertitel.
Weit ist 1,71 m groß und hatte ein Wettkampfgewicht von 58 kg. Im Alter von 29 Jahren beendete sie im Oktober 2017 ihre Karriere; in der Sommersaison zuvor war sie noch auf die 400 Meter umgestiegen und dort bei den Deutschen Meisterschaften in Erfurt Fünfte geworden.

## Vereinszugehörigkeiten
Erst war Weit beim TSV Schloß Neuhaus und wechselte mit elf Jahren zum LC Paderborn, für den sie bis 2015 startete. Über zehn Jahre wurde sie von Thomas Prange trainiert. Mit Beginn des Jahres 2016 wechselte sie zum ART Düsseldorf. Zum 1. Januar 2017 kehrte sie zum LC Paderborn zurück.

## Bestleistungen
- 200 Meter: 23,08 s (Mannheim, 2012)
- 400 Meter: 53,81 s (Erfurt, 2017)

## Erfolge
national
- Deutsche Vizemeisterin 2015 (4-mal-100-Meter-Staffel)
- 3. Platz Deutsche Hallenmeisterschaften 2015 (4-mal-200-Meter-Staffel)
- 3. Platz 2014 (200 Meter)
- Deutsche Meisterin 2012, 2013 – (200 Meter)
- Deutsche Hallenmeisterin 2013 – (200 Meter)
- Deutsche Vizemeisterin 2013 (100 Meter)
- 3. Platz 2012 – (4-mal-100-Meter-Staffel) mit Britta Tomkel, Sarah Noll und Sinje Florczak
- 4. Platz 2012 – (100 Meter)
- 4. Platz Deutsche Hallenmeisterschaften 2012 – (200 Meter)
- 6. Platz Deutsche Hallenmeisterschaften 2012 – (60 Meter)
- 6. Platz Deutsche Hallenmeisterschaften 2012 – (4-mal-200-Meter-Staffel) mit Britta Tomkel, Jutta Menne und Sinje Florczak[4]

international
- Halbfinale Europameisterschaften 2012 (200 Meter)[5]

## Ehrungen
- Paderborns Sportlerin des Jahres 2012